# Usine de Dunes de Leffrinckoucke
L'usine des Dunes de Leffrinckoucke est une aciérie située à Leffrinckoucke, commune proche de Dunkerque située dans le département français du Nord (Hauts-de-France). Construite de 1911 à 1914, elle est dans la première moitié du XXe siècle une des plus modernes de France ; au cours des années 1950, elle répond à la très forte croissance de la demande d'acier, au début de la période d'expansion économique des Trente Glorieuses. 
L'usine des Dunes de Leffrinckoucke est, avec celle de la société Lesieur à Coudekerque-Branche, la doyenne des usines de la région de Dunkerque. Plus ancienne usine sidérurgique du littoral flamand, elle est associée entre 1956 et 1960 au projet Usinor Dunkerque, son propriétaire, la Compagnie des forges et aciéries de la marine et d'Homécourt, participant à ce projet.
Elle appartient depuis 1987 à la société Ascometal, aujourd'hui filiale du groupe suisse Swiss Steel (anciennement Schmolz + Bickenbach).

## Localisation
Leffrinckoucke se trouve à l'est de Dunkerque, à environ 4 km du port et du centre-ville. L'usine se trouve à l'est de Leffrinckoucke et à l'ouest de Zuydcoote et de Bray-Dunes, commune limitrophe de la Belgique (La Panne). 
L'usine des Dunes est proche d'une autre usine sidérurgique, Valdunes (fabrication de galets de roulement), ainsi que du fort des Dunes. 

## Histoire

### Origine et fondation
En 1911, les Aciéries et forges de Firminy, implantées dans le bassin de Saint-Étienne, sont déjà représentées dans la plupart des grandes villes françaises[pas clair] et souhaitent s’étendre, mais doivent renoncer à leur projet car elles sont encastrées dans une vallée[Laquelle ?] du département de la Loire et les ouvriers sont de plus en plus revendicatifs[pas clair]. 
Les Aciéries et Forges de Firminy espèrent qu’ils seront plus dociles sur le littoral flamand, territoire où le prix du terrain est de surcroît peu coûteux. 
La commune de Leffrinckoucke dispose alors de vastes étendues non bâties dans les dunes à l'est du bourg. La commune est desservie par une voie ferrée et par une route nationale reliant Dunkerque à la Belgique ainsi que par un canal de 250 tonnes de Dunkerque à Gand (par Ostende), ce qui l'intègre au réseau navigable belge et le met en communication avec Anvers. L'usine peut ainsi recevoir du fer de Suède et du coke d'Angleterre.
Le projet de construire une usine sur des dunes parait surprenant à l'époque compte tenu de l'effort que cela représente, mais le site a plusieurs atouts : sa bonne desserte du site ; la possibilité de faire jouer la concurrence entre le bassin minier du Nord-Pas-de-Calais et ceux d'Angleterre ou de la Ruhr, pour l'approvisionnement en houille à coke ; la possibilité de faire jouer la concurrence entre différents ports.
Les initiateurs de ce projet d'usine sidérurgique à proximité d'un port, ce qu'on appellera plus tard « sidérurgie sur l'eau », permettant de recevoir les matières premières et d'exporter les produits finis, ont une bonne intuition (Usinor fera la même chose une quarantaine années plus tard à Dunkerque). Mais au début du XXe siècle, l'idée arrive trop tôt, les cargos sont encore petits et le coût d'importation des minerais est plus élevé que prévu.
La construction débute en 1911, la première coulée de fonte date de 1914.

### De la première à la seconde Guerre mondiale (1914-1945)
La Première Guerre mondiale bouleverse tout, l'usine fabrique des obus et des glissières de canons. Elle emploie, entre autres, des ouvriers chinois. 
À la fin de la guerre, la France récupère le territoire de l'Alsace-Lorraine (Bas-Rhin, Haut-Rhin et Moselle). La sidérurgie se développe dans l'Est à proximité des bassins régionaux. Le projet initial est fortement revu à la baisse, il n'y aura qu'un seul haut fourneau sur les quatre prévus à l'origine, on renonce à l'idée d'une unité à grande production. Le haut fourneau démarre en 1924, mais l'acheminement des matériaux demande une forte manutention : les cargos ne peuvent accoster directement les quais de l'usine et il faut les décharger dans des péniches qui finissent le trajet.
La crise économique de 1929 frappe de plein fouet l'usine qui survit difficilement en se spécialisant dans les fabrications à forte valeur ajoutée.

### Les Trente Glorieuses (1945-1975) et la restructuration de la sidérurgie française
Les Aciéries et forges de Firminy fusionnent en 1954 avec les forges de la Marine, fondées en 1953 par le groupement d'établissements appartenant à trois autres sociétés de la Loire, pour créer la Compagnie des ateliers et forges de la Loire (CAFL), mais la fusion ne prendra effet que six ans plus tard.
En 1956, Usinor fonde la « Société dunkerquoise de sidérurgie », dont elle détient 43 %, devant les 34% du capital de Marine-Firminy, résultat de la fusion en 1954 des Aciéries et forges de Firminy avec les forges de la Marine. En échange de ces 34%, Marine-Firminy, apporte son Usine de Dunes. Le restant du capital appartient à Châtillon-Commentry (18%) et la Banque de Paris et des Pays-Bas (5%).
L'apport de l'Usine de Dunes de Leffrinckoucke n'est finalisé qu'en 1959: Marine-Firminy doit garder ses stocks et conserver pendant 6 ans l’exploitation, mais se retire peu de temps après. En effet, face à la concurrence de la Sollac, Usinor souhaite anticiper l'installation à Dunkerque d'un train de laminage continu, impliquant un nouvel effort financier pour Firminy-Marine, que cette dernière estime ne pouvoir supporter. Marine-Firminy préfère ainsi apporter alors ses deux usines modernes à la CAFL dont l'avoir industriel est dès lors de neuf usines: six dans la Loire, et les trois autres à Leffrinckoucke, St-Chély-d'Apcher et au Boucau.
Dans les années 1960, l'Usine de Dunes de Leffrinckoucke emploie 2 200 personnes et assure à elle seule 20 % environ du chiffre d'affaires de la Compagnie des ateliers et forges de la Loire (CAFL). Le développement de l'aciérie a fait passer la population de la commune de 463 habitants en 1960 à 3 000 en 1965, avec une zone de peuplement dotée en 1962 de toutes les caractéristiques des communes mono-industrielles :  population jeune (46,4 % de moins de 20 ans), mais peu de services et commerces: aucun boucher, une boulangerie, une alimentation générale pour 418 personnes, aucun médecin, aucun cinéma.
L'essentiel de ses activités est représenté en 1964 par la transformation de l'acier en produits laminés, forgés et usinés. Les principaux produits sont des pièces de chemin de fer (essieux montés, roues monoblocs..., pour lesquels elle assure 60 % de la production nationale) mais aussi de manière croissante par des masses-tiges pour la prospection pétrolière (20-25 % de la production mondiale). Le dynamisme de l'établissement est tel qu'en 1964, il représente 11 % de l'effectif total de la  Compagnie des ateliers et forges de la Loire et 20% de son chiffre d'affaires.  Compagnie des ateliers et forges de la Loire sera plus tard intégré dans Schneider.

### L'usine des Dunes dans les années de crise (depuis 1975)
Dans les années 70, jusqu’à 3 136 salariés y travaillent, avant les années difficiles (1980-1990), marquées par des plans sociaux.
En 1984, une coulée continue est mise en service, alimentée par un four poche réchauffant des coulées de 75 tonnes. La machine de coulée comporte 4 lignes et coule des ronds de diamètre 160 à 325 mm.
En janvier 1987 elle est rachetée par le groupe Ascometal, qui devient en 1999 une filiale du groupe Lucchini. Elle est de nouveau rachetée en 2005 par le groupe russe Severstal. 
Elle emploie près de 1 000 employés en 2008.
Le 30 septembre 2017, l'aciérie est fermée. 
En 2018, elle est reprise par le groupe suisse Swiss Steel.
Le nouveau propriétaire poursuit son désengagement et annonce la fermeture, pour avril 2020 (réalisée en mai 2020), du laminoir. Cet arrêt fait passer les effectifs de 299 salariés à 250.
En 2020, le site connaît un nouveau plan social.
Le rachat des usines lorraines et nordistes d'Ascometal par le fond d'investissement Greybull Capital, le 8 juillet 2024, est une opportunité pour l'usine car le nouveau propriétaire envisage de relancer le laminoir, l'aciérie d'Hagondange étant privée de laminoirs lourds depuis la revente de l'usine d'Ascometal Fos-sur-Mer à Marcegaglia. Le projet, fortement soutenu par l'État, alloue un budget de 10 M€ à la remise en état du laminoir. Celui-ci se trouve prêt à démarrer en août 2025.

## Évolution de la structure capitalistique (résumé)
- 1911 : fondation par François-Félix Verdié (société des Aciéries et forges de Firminy)

- 1987 : rachat de l'usine par Ascometal
- 2018 : rachat de l'usine (ou d'Ascometal) par le groupe Swiss Steel (Schmolz + Bickenbach)